# Johnny Solinger
John Preston Solinger (Texas, 7 de agosto de 1965 - Texas, 26 de junio de 2021), más conocido como Johnny Solinger, fue un cantante estadounidense conocido por ser el vocalista de la agrupación de hard rock Skid Row entre 1999 y 2015. A la fecha de su muerte, había cantado en los discos Thickskin (2003), Revolutions Per Minute (2006), United World Rebellion (2013) y Rise Of The Damnation Army (2014).

## Carrera

### Solinger
Johnny Solinger se mudó a Dallas cuando era todavía un niño. Allí creció expuesto al hard rock y a la música country.  
En el año 1990 formó la agrupación SOLINGER, con la cual grabó 4 discos, Solinger, Solinger II, Chain Link Fence y Solinger Live. La banda obtuvo una excelente recepción y éxito en el sudoeste de los Estados Unidos tanto en su exposición radial como en sus presentaciones en vivo.

### Skid Row
En 1999, los miembros de la agrupación Skid Row Dave "The Snake" Sabo, Rachel Bolan, y Scotti Hill llamaron a Johnny Solinger para que ocupe en lugar del exvocalista de la banda, Sebastian Bach. En el año 2000, Skid Row salió de gira como banda soporte de la agrupación Kiss en su "Farewell Tour".

### Carrera solista
En 2008 Johnny inició una carrera como solista enfocado en la música country. Su primer álbum solista fue editado solo a nivel regional. El álbum no tuvo éxito comercial pero incluye la canción "You Lie", que grabó con sus compañeros de Skid Row. 

### Fallecimiento
Murió a los 55 años de edad a causa de una insuficiencia hepática. Meses atrás había iniciado una campaña para poder pagarse el tratamiento.

## Discografía

### Skid Row
- Thickskin (2003)
- Revolutions per Minute (2006)
- United World Rebellion: Chapter One (2013)
- Rise of the Damnation Army – United World Rebellion: Chapter Two (2014)

### Solista
- Chain Link Fence (2000)[5][6]
- Solinger (2003)[5]
- Solinger II (2003)[5]
- Johnny Solinger (2008)[7]

### The (Party) Dolls
- Doll House Rock